# Неолитические памятники Косова

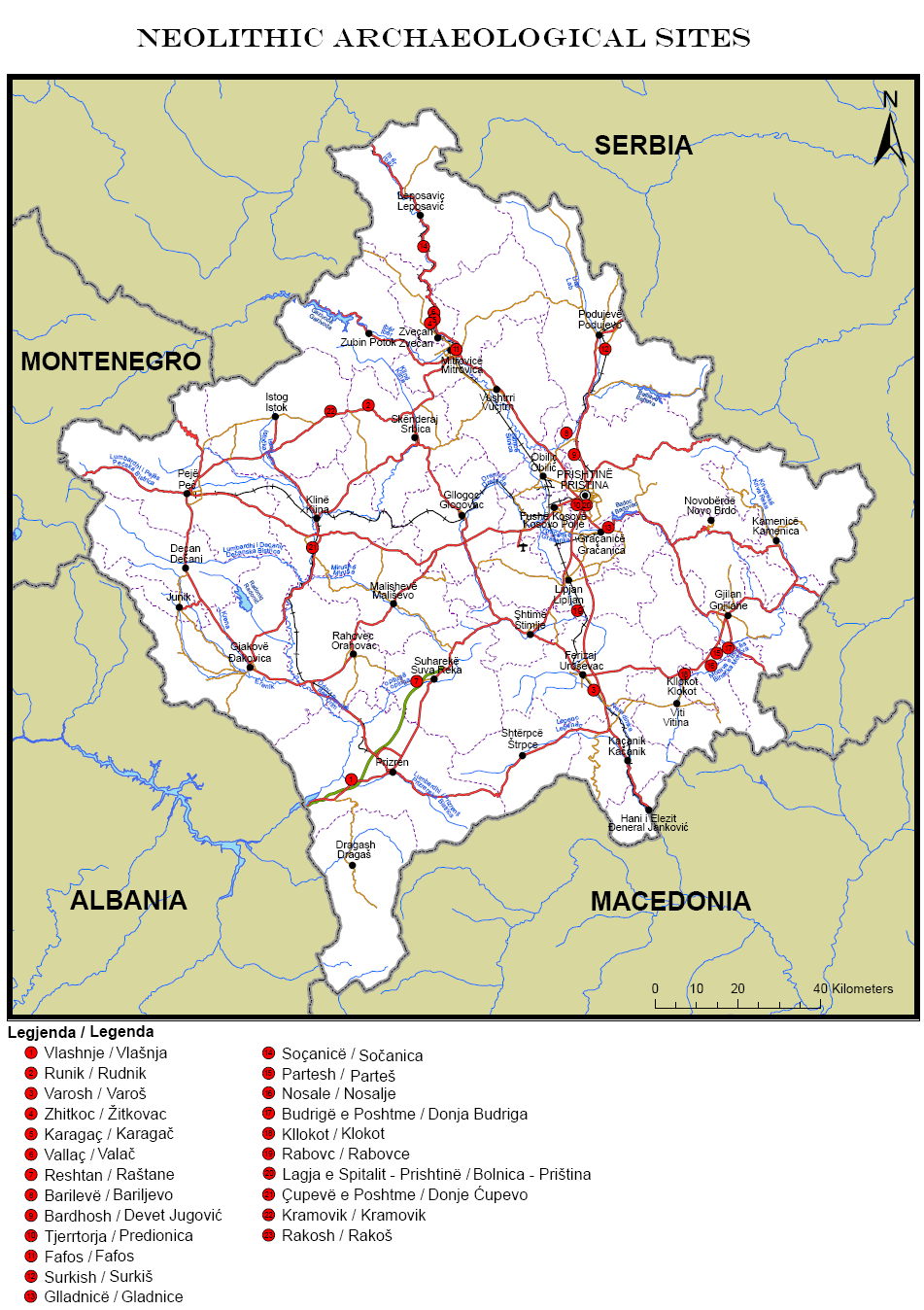
Карта расположения неолитических памятников Косово

Неолитические памятники Косова встречаются по всей его территории. Теплый, влажный климат голоцена, наступивший вскоре после окончания последнего ледникового периода, отразился на людях, флоре и фауне. Эта стабилизация климата повлияла на жизнедеятельность человека, произошли изменения в организации общин, появились постоянные поселения в засушливых местах, вблизи берегов рек и на плодородных плато.
Неолитическая экономика была основана на сельском хозяйстве, производстве орудий труда, оружия и керамики, одомашнивании и разведении животных, охоте и рыболовстве. Поэтому поселения развивались вблизи мест изобилия природных ресурсов. Большинство неолитических стоянок в Косово представляют собой жилища, построенные из материалов, найденных вблизи поселений: хижины с деревянными рамами и палками, покрытые землёй и смешанные с овсяной мякиной, с крышами из скрученного тростника и ржаной мякины. Хотя археологи и ученые расходятся во мнениях относительно точной датировки неолита на Балканах, общепризнанно, что он приходился на период с 6500 по 3500 год до нашей эры. Обнаруженные пещерные и наскальные рисунки доказывают использование пещер в качестве временных убежищ и мест поклонения. Основным культом был культ богини-матери, а неолитическое общество по своей сути было матриархальным.

## Памятники

### Влашня
Многослойный археологический памятник Влашня находится на плоском плато приподнятой скалистой террасы на высоте 335 метров над уровнем моря, на пути из Приштины в Жур, примерно в 6 километрах к западу от Призрена. Его слои относятся к различным периодам: от ранних культур Старчево и Винча до времён эллинизма, поздней античности и раннего Средневековья. Артефакты, найденные на месте раскопок, включают в себя глиняную посуду и фрагменты сосудов, каменные и костяные орудия, декоративные и утилитарные предметы, а также монеты. В период поздней античности Влашня (известная как Градишта) была укреплена стенами, характерными для времён Юстиниана I. Укреплённый район, занимавший около 2 гектаров, вероятно, использовался для наблюдения за дорогой Лисс-Наисс, которая огибала поселение.
К предметам, относящимся к неолиту и найденным во Влашне, относятся обнаруженные фрагменты керамики, расписанные геометрическими линиями, кремнёвый нож культуры Старчево, а также антропоморфные и зооморфные фигурки, датированные 6-м тысячелетием до нашей эры. Также были найдены декорированный горшок из обожжённой глины, типичный для культуры Винча (3-е тысячелетие до нашей эры), столовые сосуды из обожжённой глины бронзового века и монета весом 3,72 грамма, датируемая 55 годом до н. э. Каменное жилище с нарисованными на нём спиралями расположено примерно в 1,5 километрах к западу от места основных раскопок.

### Руник
Археологический памятник Руник находится на территории одноимённой деревни в муниципалитете Скендерай, в регионе Дреница, примерно в 25 километрах к юго-западу от Митровицы и в 10 километрах к северо-западу от Скендерая (недалеко от дороги из Скендерая в Истог). Он представляет собой один из самых известных на сегодняшний день памятников раннего неолита в Косово, где были найдены артефакты, относящиеся к культуре Старчево. Раскопки на его территории велись с 1966 по 1968 год, а также в 1984 году, примерно на 35 частных участках в районе Дардания в Рунике. Здесь были найдены фрагменты керамики, относящиеся к культурам Старчево и Винча, датируемые 6500-3500 годами до нашей эры. В марте 2010 года на этом участке была проведена магниторазведка, охватившая площадь в 10 000 м², в ходе которой были обнаружены остатки хижин, укреплённых деревянными балками. Была найдена монохромная керамика, украшенная красным глянцем, кардиумовая керамика, посуда из барботина и керамика, расписанная линейными и геометрическими узорами, а также антропоморфные статуэтки и культовые столы (небольшие алтари). Обнаруженные декоративные артефакты включают в себя спиральную вазу из обожжённой глины, покрытую охрой и окрашенную в тёмные цвета с узором в виде ладони. Важной находкой в Рунике служит окарина из обожжённой глины длиной 8 сантиметров, известная как Руницкая окарина, древнейший музыкальный инструмент, найденный в Косово на сегодняшний день.